# Hinterbrühl (Austria)
Hinterbrühl – gmina targowa w Austrii, w kraju związkowym Dolna Austria, w powiecie Mödling. Liczy 4 040 mieszkańców (1 stycznia 2014).